# Готтгард Кеттлер із Мелльріха
Го́ттгард фон Ке́ттлер із Ме́лльріха (нім. Gotthard Kettler  auf Mellrich; бл. 1480 — 9 лютого 1556) — німецький лицар. Представник шляхетського роду Кеттлерів з Нового Ассена. Католик. Син Готтгарда фон Кеттлер із Рейхена та Марії-Маргарити фон Брокгорст-Батенбург. Господар замку Еггерінггаузен в Мелльріху, у Вестфалії. Кавалер Ордена Золотого руна. 1511 року одружився із Сибіллою-Софією фон Нессельроде. Мав 9 дітей — Вільгельма, єпископа Мюнстера; Готтгарда, першого герцога Курляндії і Семигалії, та інших. Помер у Мелльріху, Вестфалія.